# فرنسيسكو هورتادو إيزكويردو

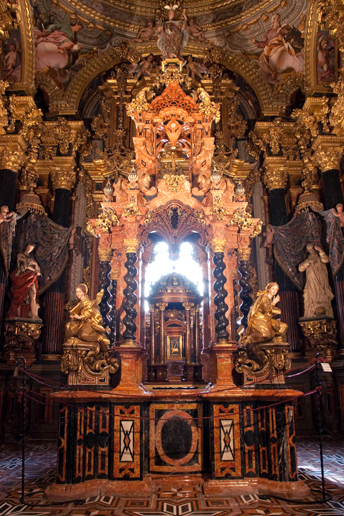
دير في غرناطة من أعمال فرانسيسكو هورتادو إزكويردو وآخرين.

فرنسيسكو هورتادو إيزكويردو (بالإسبانية: Francisco Hurtado Izquierdo)‏ هو مهندس معماري إسباني، ولد في 10 فبراير 1669 في قرطبة في إسبانيا، وتوفي في 30 يونيو 1725.